# تپه آموزشگاه کشاورزی
تپه آموزشگاه کشاورزی مربوط به دوره هخامنشی است و در شهرستان پاسارگاد، بخش مرکزی، دهستان کمین، روستای علی‌آباد کمین، ۵۰۰ متری جنوب آموزشگاه کشاورزی واقع شده و این اثر در تاریخ ۲۶ اسفند ۱۳۸۶ با شمارهٔ ثبت ۲۱۹۱۱ به‌عنوان یکی از آثار ملی ایران به ثبت رسیده است.